# NAIRU
Il Tasso di disoccupazione di inflazione stabile, o NAIRU (Non-Accelerating Inflation Rate of Unemployment), indica il tasso di disoccupazione che mantiene costante il livello d’inflazione.
Il concetto fu introdotto da Franco Modigliani e Lucas Papademos col nome di tasso di disoccupazione non inflazionario (non-inflationary rate of unemployment o NIRU) nel 1975.
Il lavoro di Modigliani e Papademos recepiva il concetto di tasso naturale di disoccupazione elaborato da Milton Friedman e Edmund Phelps come critica al keynesismo, e tentava di migliorarlo mostrando che esso era compatibile con una concezione neo-keynesiana, anche se lo status keynesiano della NAIRU è controverso. La denominazione NAIRU risale a Tobin (1980)
Entrambi i concetti hanno in comune l’idea che esiste un tasso di disoccupazione neutrale, sotto il quale l’inflazione aumenta e sopra il quale l’inflazione diminuisce, e per questo motivo vengono spesso assimilate. Ma la spiegazione del rapporto causale ha alcune differenze.
La teoria del tasso naturale di disoccupazione come elaborata da Friedman
 assume un mercato concorrenziale in cui la disoccupazione è volontaria. Se la banca centrale attua una politica espansiva per ridurre la disoccupazione, questo comporterà un aumento inatteso dei prezzi, e quindi una diminuzione dei salari reali, questo aumenterà momentaneamente l’occupazione, perlomeno finché, una volta che l’aumento dei prezzi diventa palese, i salari risalgono e la disoccupazione torna al livello precedente.
Per Friedman, quindi, la politica monetaria espansiva riduce la disoccupazione momentaneamente e aumenta l’inflazione in modo duraturo. Ridurre la disoccupazione sotto il tasso naturale con la politica monetaria sarebbe possibile solo al costo di un continuo ed esponenziale aumento dell’inflazione, che non sia prevedibile dai lavoratori e li spinga ad accettare salari più bassi. Una tale politica inflazionaria comporterebbe dei costi sociali superiori a quelli della disoccupazione stessa.
La teoria di Modigliani e Papademos non assume che il mercato sia in equilibrio, e quindi non necessariamente una politica monetaria espansiva comporta un aumento dell’inflazione, l’inflazione stessa può essere causata anche da fattori esogeni, come un aumento dei costi. Mentre nella teoria monetarista la sola disoccupazione è data da quella frizionale, il NAIRU è dovuto a delle imperfezioni del mercato del lavoro e consta anche della disoccupazione strutturale.
Il concetto di NAIRU è controverso e l’evidenza empirica a suo supporto è limitata
.